# هليل (عفرين)
هليل  قرية سوريّة تتبع إداريّاً لمحافظة حلب منطقة عفرين ناحية راجو، بلغ تعداد سكانها 153 نسمة حسب التعداد السكاني لعام 2004.